# Après (album)
Pour les articles homonymes, voir Après.
Albums de Iggy Pop
Préliminaires
(2009) Post Pop Depression
(2016)
Après est le seizième album studio d'Iggy Pop, composé en partie de reprises de chansons françaises et sorti le 9 mai 2012.

## Liste des morceaux
1. Et si tu n'existais pas (Paroles de Pierre Delanoë et Claude Lemesle, musique de Salvatore Cutugno et Pasquale Losito, créée par Joe Dassin)
2. La Javanaise (Serge Gainsbourg)
3. Everybody's Talkin' (Fred Neil)
4. I’m Going Away Smiling (Yoko Ono)
5. La Vie en rose (Édith Piaf, Louiguy)
6. Les Passantes (Antoine Pol, Georges Brassens)
7. Syracuse (Bernard Dimey, Henri Salvador)
8. What Is This Thing Called Love? (Cole Porter)
9. Michelle (The Beatles)
10. Only the Lonely (Sammy Cahn, Jimmy Van Heusen)